# Philip King (acteur)
Pour les articles homonymes, voir Philip King et King.
Philip King (né dans le Yorkshire le 30 octobre 1904 et mort le 9 février 1979) est un dramaturge et acteur britannique. Il est surtout connu pour sa comédie en trois actes See How They Run (en).

## Biographie
Philip King commence sa carrière à 16 ans en tant qu'acteur avec une petite compagnie dans le Nord de l'Angleterre, puis entre à la Repertory Company à Harrogate. Là il produit, monte et dirige sa première comédie, Without the Prince, jouée pour la première fois le 8 avril 1940 dans le quartier de West End theatre.
Il fait plusieurs apparitions sur la scène londonienne et joue avec des stars de l'époque comme Sid Field, Frances Day et Hugh Wakefield.

## Œuvres

### Comme auteur
- Without The Prince, 1939
- Moon Madness (premier titre de See How They Run (en))
- See How They Run (en), 1944
- On Monday Next, 1949
- Serious Charge, 1956
- Milk And Honey, 1959
- Pools Paradise, 1961
- As Black As She's Painted, 1962
- How Are You, Johnnie, 1962
- So Far... No Further, 1968
- I'll Get My Man, 1966
- Go Bang Your Tambourine, 1970

### Comme coauteur
Avec Falkland L Cary
- Sailor, Beware!, 1955
- The Dream House, 1957
- An Air For Murder, 1958
- Watch It Sailor, 1960
- Rock-A-Bye, Sailor!, 1962
- Big Bad Mouse, 1964
- Wife Required
- Housekeeper Wanted

Avec John Boland
- Murder In Company, 1973
- Who Says Murder, 1975
- Elementary, My Dear, 1975

Autres
- Here We Come Gathering (avec Anthony Armstrong)
- The Lonesome Road (avec Robin Maugham), 1959
- Dark Lucy (avec Parnell Bradbury), 1971